# 韩镇昌
韩镇昌（한진창，1858年1月26日—1935年2月2日），为朝鲜大韩帝国和日据时代的官僚。1927年6月3日獲任命為朝鲜总督府中枢院参议。1928年11月16日从日本政府获得昭和大礼纪念奖。其姐夫為尹英烈。